# Pernille Blume
Pernille Blume (Herlev, 14 de maio de 1994) é uma nadadora dinamarquesa, campeã olímpica.

## Carreira

### Rio 2016
Blume competiu nos 50 metros livre nos Jogos Olímpicos de Verão de 2016, onde conquistou a medalha de ouro, além do bronze no 4x100 m medley.